# Nikola Car Crni
Nikola Car Crni (Crikvenica, 1. siječnja 1910. - Kamenjak kraj Grobnika, 5. srpnja 1942.), sudionik španjolskoga građanskog rata i Narodnooslobodilačke borbe, narodni heroj Jugoslavije.

## Biografija
Rođen je 1. siječnja 1910. godine u Crikvenici. Potječe iz radničke obitelji. Poslije završene osnovne škole 1922. godine završio je postolarski zanat i zanatsku školu, ali se zbog nedostatka posla bavio ribarenjem. Već kao osamnaestogodišnji mladić sudjelovao je u omladinskom i radničkom pokretu.
Među prvima iz svog kraja, kao i iz Jugoslavije, pripremio se za odlazak u Španjolsku, kada je u njoj počeo građanski rat. Zahvaljujući ugovoru s francuskim poslodavcem o radu na šumskim radilištima, dobio je putovnicu i legalno otputovao 1. studenoga 1937. godine u Francusku odakle se prebacio u Španjolsku.
Bio je borac bataljona "Đuro Đaković" u 120. internacionalnoj brigadi. Istakao se u mnogim borbama, a posebno na frontovima Aragona, Córdobe i Teruela. Godine 1937. godine primljen je u članstvo Komunističke partije Jugoslavije. Poslije sloma Španjolske Republike, povukao se s ostalim borcima u veljači 1939. godine u Francusku gdje je ostao u koncentracijskom logoru dvije godine. Iz logora je uspio pobjeći 1941. godine i vratio se u tada već okupiranu Jugoslaviju.
Od polovice 1941. godine nalazi se u Drežnici među prvim borcima Gorskoga kotara i Hrvatskoga primorja. Po uputstvu CK KP Hrvatske odlazi u Hrvatsko primorje radi organizacije ustanka. Najprije odlazi na Viševicu, gdje su zbog jedne neuspjele akcije vladali zategnuti odnosi između spojenih odreda Bribira i Hreljina. Na sastanku kojim je rukovodio postignut je dogovor o ponavljanju te akcije (uništenje pruge između Belog Sela i Fužina).
Već 1941. godine postavljen je za zapovjednika Štaba NOP odreda crikveničkog i novljanskog kotara, odnosno cijelog Vinodola. Nedugo zatim, u siječnju 1942. godine, postavljen je za zapovjednika Drugog bataljuna "Matija Gubec", a zatim za zapovjednika Petog bataljuna "Vladimir Gortan", Prvog primorsko-goranskog partizanskog odreda. Nedugo zatim postaje zapovjednik Drugog primorsko-goranskog partizanskog odreda.
Nikola se istakao u mnogim borbama. Sudjelovao je i u prvoj većoj akciji na području Gorskog kotara i Hrvatskog primorja kada je 27. studenoga 1941. godine kod Stalka na putu od Ogulina do Novog Vinodolskog napadnut talijanski kamion i streljani talijanski oficiri, dok su vojnici pušteni. Kao zapovjednik Drugog bataljuna, vršio je vrlo uspješne akcije na željezničkoj pruzi Sušak – Zagreb, kao i napade na talijanske kamione.
Osobno je rukovodio, 18. i 19. siječnja 1942. godine, uspjelim akcijama onesposobljavanja pruga i miniranja vlakova s talijanskim vojnicima na prugama Fužine – Lič i Fužine – Zlobin. Posebno se istakao u ožujku 1942. godine kada je rukovodio akcijama za oslobađanje Mrkoplja (15. ožujka) i Ravne Gore (22. ožujka). Te akcije predstavljale su do tada najveći uspjeh NOP-a u Gorskom kotaru i Hrvatskom primorju, pa su imale veliki odjek u narodu. Istakao se i u napadu na jake talijanske snage koje su pokušale uništiti partizanski logor na Snježniku kada je s desetinom boraca-stražara u Štabu bataljuna napao Talijane i privukao na sebe pažnju glavnine neprijateljskih snaga. Zahvaljujući tome, njegov bataljun je uspio napasti Talijane s druge strane i otjerati ih.
Kao zapovjednik Petog bataljuna dobio je specijalni zadatak da prodre u Istru. Isti zadatak dobio je i kao zapovjednik Drugog primorsko-goranskog partizanskog odreda, koji je djelovao uglavnom na području Hrvatskog primorja i u dolini rijeke Kupe. Taj odred izvršio je pod njegovom komandom niz uspjelih akcija. Najveća i najznačajnija akcija odreda bila je napad na Talijane 11. lipnja 1942. godine na pruzi Delnice-Kupjak kada je uništen talijanski transport i zaustavljen promet na četiri dana. Odred je sudjelovao zajedno sa slovenskim partizanima u napadu na Osilnicu i u drugim borbama.
Nikola Car poginuo je 5. srpnja 1942. godine na putu između sela Kamenjaka i Grobnika u napadu stočetrdesetorice partizana, koje je on vodio, na talijansku kolonu.
Za narodnog heroja proglašen je 5. srpnja 1951. godine.